# Nicolae Dobrin
Nicolae Dobrin (26. srpna 1947 Pitești – 26. října 2007 Pitești) byl rumunský fotbalista, záložník. Zemřel na karcinom plic. Jeho jméno nese stadión v Pitești.

## Fotbalová kariéra
V rumunské lize hrál za Argeș Pitești a FCM Târgovişte. S Argeș Pitești získal v letech 1972 a 1979 mistrovský titul. V Poháru mistrů evropských zemí nastoupil v 5 utkáních a dal 4 góly a v Poháru UEFA nastoupil v 15 utkáních a dal 4 góly. Za reprezentaci Rumunska svazu nastoupil v letech 1966–1980 ve 48 utkáních a dal 6 gólů. Byl členem rumunské reprezentace na Mistrovství světa ve fotbale 1970, ale do utkání nezasáhl. V letech 1966, 1968 a 1971 byl v Rumunsku vyhlášen fotbalistou roku.

## Ligová bilance
| Ročník          | Zápasy | Góly | Klub           |
| --------------- | ------ | ---- | -------------- |
| Liga I 1961/62  | 1      | 0    | Dinamo Pitești |
| Liga I 1963/64  | 13     | 1    | Dinamo Pitești |
| Liga I 1964/65  | 17     | 0    | Dinamo Pitești |
| Liga I 1965/66  | 20     | 2    | Dinamo Pitești |
| Liga I 1966/67  | 20     | 2    | Dinamo Pitești |
| Liga I 1967/68  | 24     | 8    | Argeș Pitești  |
| Liga I 1968/69  | 25     | 6    | Argeș Pitești  |
| Liga I 1969/70  | 24     | 18   | Argeș Pitești  |
| Liga I 1970/71  | 24     | 4    | Argeș Pitești  |
| Liga I 1971/72  | 23     | 5    | Argeș Pitești  |
| Liga I 1972/73  | 21     | 5    | Argeș Pitești  |
| Liga I 1973/74  | 28     | 11   | Argeș Pitești  |
| Liga I 1974/75  | 16     | 6    | Argeș Pitești  |
| Liga I 1975/76  | 28     | 4    | Argeș Pitești  |
| Liga I 1976/77  | 27     | 4    | Argeș Pitești  |
| Liga I 1977/78  | 25     | 9    | Argeș Pitești  |
| Liga I 1978/79  | 22     | 9    | Argeș Pitești  |
| Liga I 1979/80  | 31     | 2    | Argeș Pitești  |
| Liga I 1980/81  | 1      | 0    | Argeș Pitești  |
| Liga II 1980/81 | -      | -    | FCM Târgovişte |
| Liga I 1981/82  | 13     | 5    | FCM Târgovişte |
| Liga I 1982/83  | 5      | 0    | Argeș Pitești  |
| CELKEM 1. liga  | 408    | 101  |                |